# Ruth Cardoso
Ruth Vilaça Correia Leite Cardoso (19 tháng 9 năm 1930 – 24 tháng 6 năm 2008) là một nhà nhân học người Brasil, đồng thời là giảng viên tại Khoa Triết học, Văn học và Khoa học Nhân văn thuộc Đại học São Paulo (FFLCH-USP). Bà là phu nhân của Tổng thống thứ 34 của Brasil, Fernando Henrique Cardoso, và đảm nhiệm vai trò Đệ nhất Phu nhân từ năm 1995 đến năm 2003. Bà có học vị Tiến sĩ Nhân học từ Đại học São Paulo.
Với tư cách giáo sư và nhà nghiên cứu, Ruth Cardoso từng giảng dạy tại nhiều tổ chức học thuật quốc tế như Trường Cao học Khoa học Xã hội Mỹ Latinh (FLACSO/UNESCO), Đại học Chile tại Santiago, Maison des Sciences de l’Homme ở Paris, Đại học California tại Berkeley và Đại học Columbia ở New York. Bà cũng là thành viên liên kết của Trung tâm Nghiên cứu Mỹ Latinh thuộc Đại học Cambridge. Cùng với chồng mình – nhà xã hội học và sau này là Tổng thống Brasil – bà đồng sáng lập Trung tâm Phân tích và Quy hoạch Brasil (CEBRAP), một cơ sở nghiên cứu khoa học xã hội có ảnh hưởng lớn tại quốc gia này.
Danh tiếng học thuật của bà được gây dựng thông qua loạt bài báo và chương sách có ảnh hưởng sâu rộng, tập trung vào các phong trào xã hội và vấn đề tham gia chính trị, đặc biệt trong giai đoạn thập niên 1980 và 1990. Dưới sự dẫn dắt của bà, CEBRAP đã thành lập nhóm nghiên cứu đầu tiên tại Brasil chuyên về các phong trào xã hội, qua đó góp phần hợp thức hóa lĩnh vực này trong môi trường học thuật chính quy. Mặc dù luôn khẳng định vai trò tích cực của các phong trào dựa trên bản sắc, bà cũng đồng thời chỉ ra những giới hạn nội tại, như tình trạng phân mảnh giữa các nhóm, cũng như sự phụ thuộc của họ vào các quan hệ mang tính thân hữu với nhà nước và các tổ chức đảng phái chính trị.
Khác với nhiều học giả thuần túy, Ruth Cardoso có cơ hội đưa lý thuyết vào thực tiễn sau khi chồng bà trở thành Tổng thống. Với tư cách Đệ nhất Phu nhân, bà đã tái định nghĩa vai trò này thông qua sáng kiến Comunidade Solidária (Cộng đồng Đoàn kết), một chương trình quốc gia nhấn mạnh vào sự hợp tác giữa nhà nước và các tổ chức phi chính phủ. Thay vì hướng đến từ thiện đơn thuần, chương trình này tập trung vào đối thoại chính sách và hỗ trợ bền vững, triển khai các cuộc thảo luận rộng khắp về cải cách ruộng đất, pháp lý cho NGO và nhiều vấn đề xã hội khác. Anthony Hall thuộc Trường Kinh tế và Chính trị London (LSE) nhận định rằng chính bà là người đã khởi xướng ý tưởng tích hợp các chương trình xã hội thành hệ thống, tiền đề cho sự ra đời của Bolsa Família – một trong những chương trình xóa đói giảm nghèo thành công nhất Brasil. Năm 2002, bà xuất bản cuốn sách Comunidade Solidária: Fortalecendo a Sociedade, Promovendo o Desenvolvimento và sau đó chuyển hóa chương trình thành tổ chức phi chính phủ có tên Comunitas.
Ruth Cardoso qua đời tại São Paulo vào ngày 24 tháng 6 năm 2008 sau một cơn ngừng tim. Trước đó một ngày, bà vừa được xuất viện từ Bệnh viện Sírio-Libanês sau khi nhập viện vì đau ngực.

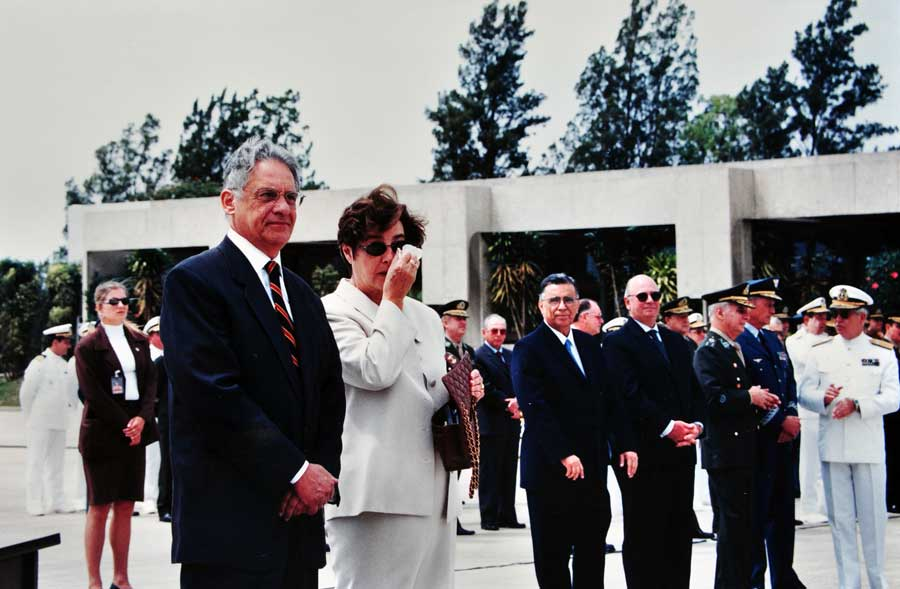
The President and First Lady attend a military ceremony.

## Tác phẩm
Sách
- Bibliografia Sobre a Juventude (with Helena Sampaio, Edusp, 1995)
- Comunidade Solidaria: Fortalecendo a Sociedade, Promovendo O Desenvolvimento (Comunitas, 2002)

Bài báo và công trình nghiên cứu
- 1983: Movimentos Sociais Urbanos: Balanço Crítico. In Sociedade e Política no Brasil Pós-64, ed. B. Sorj and M.H. Tavares de Almeida. São Paulo: Brasiliense.
- 1987: Os Movimentos Sociais na América Latina. Revista Brasileira de Ciências Sociais 2(5): 27–37.
- 1987: As Mulheres e a Democracia. Revista de Ciências Sociais 1(2): 287–304.
- 1988: Os Movimentos Populares no Contexto da Consolidação da Democracia. In A Democracia no Brasil: Dilemas e Perspectivas, ed. F.W. Reis and G. O’Donnell. São Paulo: Vértice.
- 1988: Isso É Política? Dilemas da Participação Popular entre o Moderno e o Pós-Moderno. Novos Estudos do CEBRAP 20: 74–80.
- 1990: Participação Política e Democracia. Novos Estudos CEBRAP 26: 15–24.
- 1992: Popular Movements in the Context of the Consolidation of Democracy in Brazil. In The Making of Social Movements in Latin America: Identity, Strategy, and Democracy, ed. A. Escobar and S.E. Alvarez. Boulder: Westview.
- 1997: Fortalecimento da Sociedade Civil. In 3º Setor: Desenvolvimento Social Sustentado, Evelyn Berg. Rio de Janeiro: Gife and Paz e Terra